# سان دوني
 سان دوني أو سان دونيس (بالفرنسية: Saint-Denis)‏. تقع مدينة سان دوني في الضاحية الشمالية للعاصمة الفرنسية باريس، وتبعد حوالي 9.4 كيلومترات (5.8 ميلا) من وسط باريس. يوجد فيها ملعب فرنسا الكبير الذي بُني عام 1998، وكذلك تقع فيها أغلب أضرحة ملوك فرنسا في كاتدرائية سان دوني.

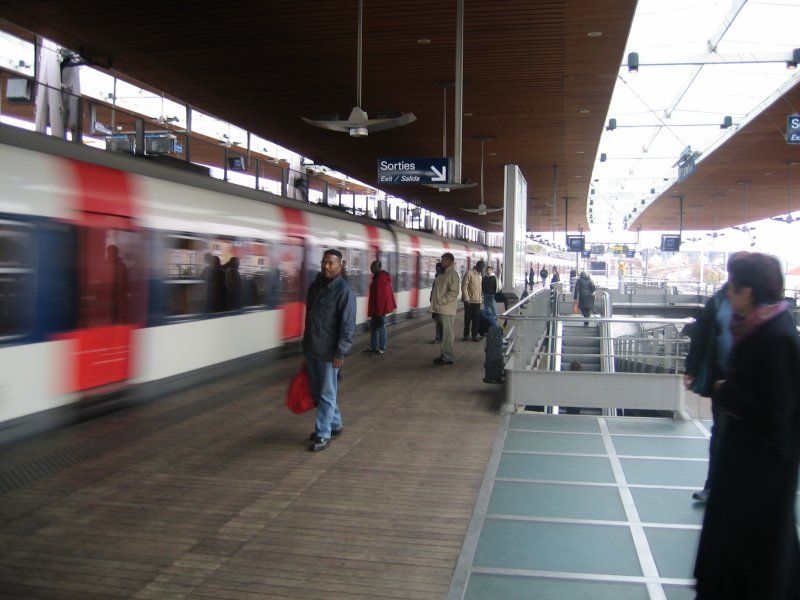
متروانفاق المدينة.

خلال عام 1990، بدأت المدينة في النمو والتوسع وذلك بسبب الهجرة الكثيفة إليها ,و في عام 1998 قامت بطولة كائس العالم لكرة القدم في أراضيها على ملعب فرنسا، وتطورت المدينة بتقديم الكثير من تحسينات البنية التحتية، مثل تمديد المترو في المدينة.

## السكان
يبلغ عدد سكان المدينة حوالي 101,880 حسب إحصائيات عام 2008، و الكثافة السكانية تبلغ معدل (21،350 نسمة / للميل مربع الواحد).

## الاسم

شعار مدينة سان دوني
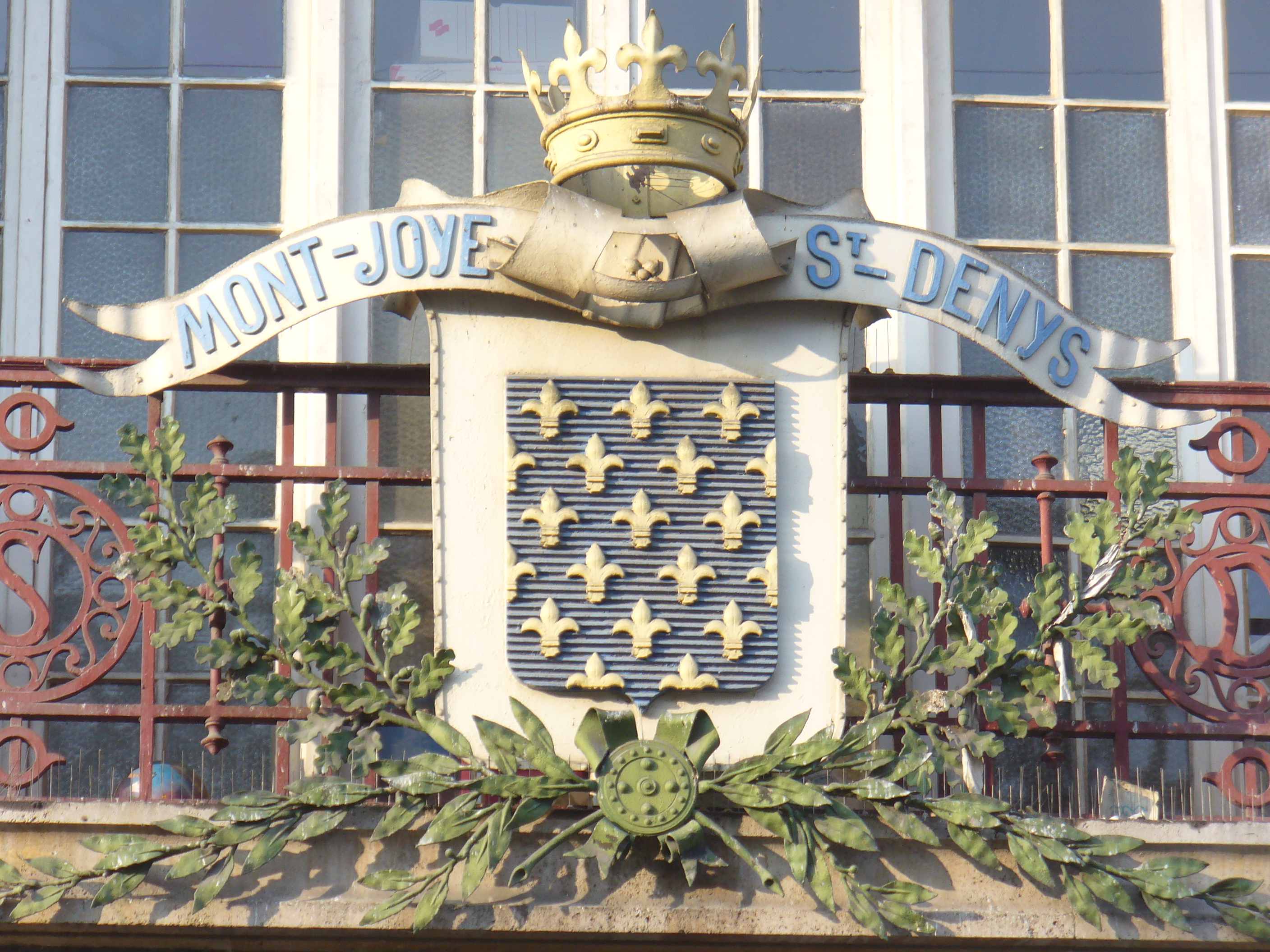
شعار المدينة امام مركز للشرطة في شارع الجمهورية

حتى فترة القرن الثالث الميلادي كانت المدينة تسمى ب كاتولكوس أو كاتكولياكوم وهي كلمة لاتينية تعني الحوزة, وربما أُطلق عليها كاتكوليام لاسم صاحب الأرض الي كان فيها. سميت المدينة باسم سان دوني نسبة إلى القديس سانت دونيس أو سان دوني الذي استشهد في أراضيها حوالي عام 250 في منطقة مونمارتر ودفن في التلة التي بنيت عليها كاتدرائية سان دوني, ليصبح قبره مزاراً ومركزاً للحج. غير اسم المدينة في عام 1793 من سان دوني إلى فرانسياد في عهد الثورة الفرنسية لأنها تحمل اسم ديني وفي لفتة من الرفض للدين في أفكار الثورة، ولكن في عام 1803 استعادت المدينة اسمها السابق سان دوني بأمر من القائد نابليون بونابرت.

## توأمة
تزنيت. المغرب

## أعلام
- روبرت جيرمان
- عبد الحميد أبا عود
- فرانسوا لامي
- أحمد بوغيرا العوافي
- بول إيلوار

## وصلات خارجية
INSEE الموقع الرسمي للمدينة بالغين الفرنسية والإنكليزية
موقع بلدية سان دوني
Saint-Denis, a town in the Middle Ages موقع للتعريف بثقافة وعادات مدينة سا دوني
لم يتم العثور على روابط لمواقع التواصل الاجتماعي.